# Dark Polo Gang
Dark Polo Gang — хип-хоп трио из Италии, основанное в 2014 году тремя давними друзьями Tony Effe, Dark Pyrex, Wayne Santana и Dark Side.
Dark Polo Gang приобрели известность без значительной помощи и поддержки сторонних лейблов, самостоятельно выпуская треки и видеоклипы на собственном независимом лейбле Triplosette Entertainment.
Большая часть треков коллектива была записана в коллаборации с италоамериканским битмейкером Sick Luke.

## Карьера
Основатели коллектива, а именно Arturo Bruni (Dark Side), Nicolò Rapisarda (Tony Effe), Dylan Thomas Cerulli (Dark Pyrex) and Umberto Violo (Wayne Santana) вместе росли в богатых районах Рима. В подростковом возрасте они начинали читать рэп исключительно для себя, пока Sick Luke не убедил их начать заниматься своим хобби более серьёзно и продвигать свое творчество в массы.
Большинство треков коллектива состоит из критики современного рэпа. Наркотики, преступный мир, страсть к моде, деньги и любовь — основные составляющие творчества Dark Polo Gang.
В 2015 году был выпущен первый микстейп под названием Full Metal Dark, выложенный в свободный доступ для бесплатного скачивания. За ним последовали три отдельных альбома: Crack musica от Tony Effe и Dark Side, Succo di zenzero от Wayne Santana и The Dark Album от Dark Pyrex.
В 2017 году выходит альбом Twins, который дебютировал на вершине рейтинга FIMI. Сингл Caramelle был сертифицирован FIMI как платиновый, а Cono Gelato и Sportswear золотыми.
В 2018 году Dark Side покинул коллектив и начал сольную карьеру. Таким образом новый альбом коллектива под названием Trap Lovers был выпущен уже в изменённом составе. В качестве продюсеров выступили Sick Luke, Chris Nolan и Michele Canova lorfida. Trap Lovers стал первой пластинкой, выпущенной от имени коллектива Dark Polo Gang, а не от отдельных его участников. Альбом занял высокие строчки рейтинга на родине, а синглы Cambiare adesso и British стали платиновыми. В 2019 году выпущено переиздание альбома Trap Lovers Reloaded, продвигаемое синглами Gang Shit (совместно с Capo Plaza) и Sex on the Beach.
В мае 2020 года выпущен микстейп Dark Boys Club. В записи пластинки принимали участие Salmo, Tedua, Lazza, Capo Plaza, Anna и DrefGold.

## Критика
Несмотря на растущий и уже достигнутый успех, Dark Polo Gang часто критикуется и высмеивается в сети большинством сторонников итальянского хип-хопа. Основными причинами этого являются отсутствие содержания, несвязанные фразы, кажущиеся бессмысленными, и прикрепленные незамкнутые рифмы, которые часто встречаются в их текстах. Высокомерие, несоответствие действительности и вызывающее поведение также являются объектами критики.

## Дискография

### Студийные альбомы
- 2017 — Twins (Tony Effe, Wayne Santana)
- 2018 — Sick Side (Side)
- 2018 — Trap Lovers

### Микстейпы
- 2015 — Full Metal Dark
- 2016 — Crack Musica (Tony Effe, Side)
- 2016 — Succo di zenzero (Wayne Santana)
- 2016 — The Dark Album (Pyrex)
- 2020 — Dark Boys Club